# Friedrich Gleich
Friedrich Gleich (* 24. November 1782 in Vogelsdorf; † 1842 in Altenburg) war ein deutscher Theaterdirektor, Schriftsteller und Übersetzer.

## Leben
Gleich war längere Zeit Theaterdirektor in Erfurt, lebte später als Schriftsteller und Übersetzer in Leipzig und zog 1831 nach Altenburg, wo er eine Verlagsbuchhandlung gründete, in der er unter anderem die Zeitschrift Der Eremit herausgab. Er übersetzte zahlreiche Werke von Louis-Benoît Picard, Anne Louise Germaine de Staël, Victor Henri Joseph Brahain Ducange, Charles Pougens, Jean Nicolas Bouilly sowie Voltaire und verfasste Kritiken für die Wiener Theaterzeitung.

## Werke
- Paramythien, 1815
- Jakob Reinhard und seine Familie, 2 Teile, 1816
- Das Leben Guidos, 1819
- Fürst Rüdger und die Seinen, 1820
- Lebrechts Abenteuer, 1821
- Finglash und Maria Stormont, 1824
- Romane und Erzählungen, 5 Teile, 1830
- Vorher, Während, Seitdem, 3 Bde., 1834